# 혼과 야의 스케일
혼과 야의 스케일(The Hoehn and Yahr)은 파킨슨병 증상의 정도를 나타내여 사용하는 척도이다. 기능부진의 정도로 1에서 5까지의 척도를 사용한다.
- 1단계 : 체간의 한쪽에만 증상이 나타난다.
- 2단계 : 체간의 양쪽에 증상이 나타나며 균형의 장애는 없다.
- 3단계 : 균형에 장애가 있다. 약한 정도의 진행이 있으며 신체적으로 의존한다.
- 4단계 : 중증의 기능부전이 있으나 걷거나 서는 데 보조 없이 아직은 가능하다.
- 5단계 : 휠체어에 의존하거나 또는 침상생활을 하며 보조 없이는 활동이 힘들다.